# Пук
Пук (пуковнија или регимента; лат. regimen, енгл. regiment) представља вишу здружену тактичку војну јединицу родова копнене војске променљивог састава. Начелно се састоји од неколико (најчешће 2-4) батаљона или дивизиона и јединица за подршку, борбено, позадинско и инжењеријско обезбеђење, командовање и везу. Некадашња кичма и ударна снага свих армија света, коњички пукови, имали су у своме саставу 4-6 коњичких ескадрона (у XVIII и XIX веку чак до 10). Пук се налази и делује у саставу дивизије или самостално. У модерним армијама пукови могу бити јачине бригаде и у зависности од намене, рода војске коме припадају и од државе до државе њихова величина варира од неколико стотина до пет хиљада војника. Осим у копненој војсци ваздухопловне ескадриле неких земаља такође су организоване у ваздухопловне пукове. Пуком командује најчешће официр у чину пуковника.

## Порекло и историја
Први пут у војној историји пукови се појављују у XV веку, али тактичка јединица постају тек у XVII веку, најпре у пешадији, а средином XVIII века улазе у састав дивизија. Појам пука почиње да се користи у Европи у тренутку појављивања првих армија као сталних организованих војних формација, за разлику од дотадашњих војски које су биле окупљане и предвођене витезовима и другим великашима од битке до битке, од рата до рата. У прво време и пукови, који су најчешће називани по имену пуковника који их је предводио, постојали су само током ратова, након којих би били расформирани. Пуковници су били ти који су организовали своје пукове и у њих регрутовали људство, па чак и из различитих земаља. Касније, пре свих у британској армији, пукови су почели да добијају називе према областима у којима су поницали и из којих је већински регрутовано њихово људство. Најстарији активни пук у данашње време је шведски гардијски пук, иако Французи сматрају да је њихов 1. пешадијски пук старији. 
У доба шведског краља Густава Адолфа II, у првој половини XVII века, стандардни пешадијски пук у шведској армији, у то доба најјачој у Европи, бројао је око 1.200 војника сврстаних у 8 пешадијских чета. Коњички пук је имао такође 8 коњичких чета са око 1.000 коњаника. Они већ у то време почињу да бивају организовани у веће здружене војне формације што од краја XVII века постаје правило. Почетком XX века већина светских армија у свом саставу има пукове сачињене од 2-3 батаљона. Након пешадијских и коњичких појавили су се и артиљеријски пукови састава по 3-6 батерија. 
Током XVIII века појавиле су се прве бригаде као сложеније здружене војне формације састављене од пешадијских, коњичких и артиљеријских јединица. Оне су биле ефективније од пукова и у многим армијама света су их и замениле.

## Пуковска структура по армијама

### Британска армија и армије земаља Комонвелта
У британској армији, једној од армија са најдужом историјом и традицијом, пук је највећа „стална“ организована војна формација. Изнад пуковског нивоа војна организација се мења у зависности од намене и постављеног задатка. С обзиром на њихову природу сталне формације, многи британски пукови имају дугу историју, која често сеже и неколико векова у прошлост. Најстарији британски пук који се још увек налази у саставу британске армије је Почасна артиљеријска чета (енгл. Honourable Artillery Company), формирана још 1537. године. Краљевски шкотски пук (Royal Scots), формиран 1633. године, најстарији је активни пешадијски пук.
У британском пуковском систему армијске организације тактички пук или батаљон представљају основну функционалну јединицу и њихов заповедник има више самосталности у одлучивању него његове колеге у армијама у којима је заступљен континентални систем. То у пракси значи да команданти дивизија и бригада начелно не сарађују са својим потчињеним командантима на дневној основи. Они могу да утичу на смену команданта пука али не и да се мешају у руковођење пуком или батаљоном. У таквом систему, пуковски наредник је друга кључна фигура у пуку, одговорна команданту пука за дисциплину и понашање нижих официра. 
У армијама, у којима је присутан, пуковски систем је често на удару критике као парохијалан и као систем који непотребно ствара ривалитет између појединих пукова. Истовремено поставља се питање да ли је здраво развијати такав борбени дух који војника чини лојалнијим његовом пуку него армији у целини. Међутим, са друге стране, чињенице које иду у корист постојећем систему говоре да у Уједињеном Краљевству Велике Британије и Северне Ирске никада, током историје, није дошло до побуне у редовима војске. Све у свему једно је сигурно, као последица пуковског система, кога многи пореде и називају „племенски“, скоро немогуће је чак и харизматичном војсковођи да задобије лојалност читаве армије. Пукови из састава армија Комонвелта доказали су своју вредност кроз историју у ратовима и кроз многа дуготрајна и веома сложена и тешка војна ангажовања широм света. 
Пуковски систем се показао успешним и сврсисходним у окружењима где је основна улога пукова "полицијске" природе ниског интензитета и осигуравање политичких позиција. Ова предност показала се као мана у случајевима дуготрајних ангажовања јединица у мисијама далеко од матичних држава.
У периоду од 1950-их до 2006. године британски пуковски систем доживео је промене при чему је усвојен универзални систем „великих пукова“ у пешадији и коњици. Ове јединице објединиле до шест дотадашњих батаљона који су до тада имали пуковски статус. Само су гардијски пукови задржали свој историјски самостални идентитет.
У Великој Британији, као и у другим земљама Комонвелта постоји разлика између административних и тактичких пукова, што може довести и до забуне. Наиме, тактички пукови, поред милицијских, улазе у састав административних пукова. У ирској армији, рецимо, све артиљеријске јединице називају се пуковима. У свом саставу имају артиљеријске батерије и заједно чине артиљеријски корпус. Скоро идентична ситуација је и у противваздушној одбрани Ирске. У канадској и британској армији неки административни пешадијски пукови имају само један батаљон. Осим тога британска војска у свом саставу има и тактичке пукове величине батаљона, а назива корпуса, и то: Краљевски инжењери, Краљевски сигнални корпус, Армијски ваздушни корпус, Краљевски логистички корпус, Краљевска војна полиција и сл.

### Армија Сједињених Америчких Држава
Армија САД је својевремено била организована у пукове, међутим током XX века дивизија постаје основна тактичка и административна формација. У сврху регрутовања, окупљања, опремања, тренинга и коначно распоређивања великог броја мобилисаних цивила у најкраћем временском периоду с минималним улагањима у САД коришћене су технике индустријског менаџмента. Нови систем (Пуковски систем борбене готовости) заменио је стари, пуковски, и традиционалним пуковима наменио само историјску и традиционалистичку улогу. Овим, новим системом основне организационе формације дивизија и бригада постају батаљони. Сваки батаљон асоцира на одговарајући пук иако пуковска организација више не постоји. 
Као и код армија земаља Комонвелта и у америчкој армији постоје изузеци. Тако, на пример, своја стара формацијска обележја задржали су пукови оклопне коњице, 3. пешадијски пук „Стара гарда“ (церемонијална јединица) и 75. пук ренџера формиран 1986. године.
У XXI веку Америчка армија започела је програм „модуларизације“ користећи као основну структурну борбену формацију бригадни борбени тим. Ова формација може деловати самостално или у групи са другим бригадним борбеним тимовима под командом заповедника дивизије. 
Амерички маринци за разлику од Америчке армије и даље су подељени у пукове. Ови пукови, без обзира на свој састав, носе назив „марински“ или „пук маринца“ - никада „пешадијски“ или „стрељачки“, с обзиром да се у Корпусу америчких маринаца не користе називи пешадија и пешадинац, као ни „артиљеријски“ пук. Сви пукови америчких маринаца су у суштини пешадијске јединице осим 10, 11, 12. и резервног 14. пука маринаца који су по свом саставу артиљеријски пукови. Пуком маринаца командује пуковник маринаца и најчешће су састављени од три до пет батаљона.

### Руска армија
Оружане снаге Руске Федерације и армије које су под утицајем руске армије, у свом саставу имају пукове који су састављени од батаљона (пешадијски и оклопни пукови), артиљеријских дивизиона (артиљеријски пукови) или ескадрила (ваздухопловни пукови).